# Auzouville-l'Esneval
Auzouville-l'Esneval är en kommun i departementet Seine-Maritime i regionen Normandie i norra Frankrike. Kommunen ligger i kantonen Yerville som tillhör arrondissementet Rouen. År 2022 hade Auzouville-l'Esneval 360 invånare.

## Befolkningsutveckling
Antalet invånare i kommunen Auzouville-l'Esneval
| Referens: INSEE |